# Laurence Olivier
Laurence Kerr Olivier, Baró Olivier, OM (Dorking, Surrey, 22 de maig de 1907 - Steyning, West Sussex, 11 de juliol de 1989), conegut popularment com a Laurence Olivier, fou un actor, director de teatre i productor anglès. Va ser un dels actors del segle xx més famosos i reverenciats, juntament amb els seus contemporanis John Gielgud, Peggy Ashcroft i Ralph Richardson. Va estar casat amb Jill Esmond, Vivien Leigh i Joan Plowright.
Olivier interpretà una immensa varietat de papers en escena i en la pantalla, tant de la tragèdia grega, comèdies de Shakespeare i de la Restauració, com drames contemporanis britànics i americans. Va ser el primer director artístic del Teatre Nacional de la Gran Bretanya, i la seva sala principal porta el seu nom. És considerat com el major actor del segle xx, al mateix nivell que David Garrick, Richard Burbage, Edmund Kean i Henry Irving en les seves èpoques. Va tenir catorze nominacions als Oscar, de les que en guanyà dos, així com dos premis honorífics. També guanyà cinc Emmys de les nou nominacions que tingué; a més de tres Globus d'Or i BAFTA.
La carrera d'Olivier als escenaris i a la pantalla s'estengué durant més de 60 anys, i va incloure una gran varietat de personatges, des dels Otelo i Sir Toby Belch (de La nit de reis) shakespearians al sàdic dentista nazi Christian Szell a Marathon Man o el decidit caça-nazis a Els nens del Brasil. El fill d'un clergue que trobà la fama als escenaris del West End, Olivier es decantà de ben jove cap a Shakespeare, fins al punt de ser vist com un dels principals intèrprets del bard del segle xx. Seguí actuant fins a la seva mort, el 1989. Olivier interpretà més de 120 papers teatrals, aparegué en prop de 60 pel·lícules, incloent Wuthering Heights de William Wyler; Rebecca, d'Alfred Hitchcock, Espàrtac de Stanley Kubrick; On és la Bunny Lake?, d'Otto Preminger; Oh! What a Lovely War i Un pont massa llunyà de Richard Attenborough; L'empremta, de Joseph L. Mankiewicz; Marathon Man, de John Schlesinger; The Betsy, de Daniel Petrie; Lluita de titans, de Desmond Davis; i les seves pròpies Enric V, Hamlet i Ricard III. Arribà a preservar el seu Othello en pel·lícula, mantenint intacte pràcticament tot el repartiment. A la televisió, protagonitzà The Moon and Sixpence, John Gabriel Borkman, Long Day's Journey into Night, Retorn a Brideshead, The Merchant of Venice, Cat on a Hot Tin Roof, i King Lear, entre d'altres; i va fer de narrador a la sèrie The World at War
Des del 1984, els premis atorgats per la Society of London Theatre reben el nom de Premis Laurence Olivier, i el guardó consisteix en un bust de Laurence Olivier interpretant Enric V al Old Vic el 1937.
El 1999, l'American Film Institute situà a Olivier entre les Grans Estrelles Masculines de Tots els Temps, situant-lo el catorzè de la llista.

## Joventut
Olivier va néixer el 22 de maig de 1907 a Dorking, Surrey, (Anglaterra). Va créixer en una casa severa, estricta i religiosa, regida pel seu pare, Gerard Kerr Olivier (1869–1939),un capellà anglicà. Olivier va ser protegit per la seva mare, Agnes Louis (nascuda Crookenden; 1871–1920, germana menor d'un vicari anglicà) i quedà molt afectat quan ella morí als 48 anys (ell només en tenia 12).
El 1918, el seu pare esdevingué el nou ministre a St. Mary's Church, Letchworth, Hertfordshire, i la família es mudà a la vella rectoria. Al desembre de 1924 actuà i va fer d'ajudant de direcció a Through the Crack a l'escola, i a l'abril de 1925 interpretà a Lennox al Macbeth de Shakespeare, fent de nou d'ajudant de direcció. Assistí a St Edward's School, Oxford, on estudià amb Elsie Fogerty i, als 15 anys, va interpretar el personatge de Katherine en la producció de la seva escola La feréstega domada, amb crítiques excel·lents. Després que el seu germà, Dickie, marxés cap a l'Índia, va ser el seu pare qui va decidir que Laurence (o Kim, com li deien a la família) fos actor. Va debutar al Shakespeare Festival Theatre, de Stratford upon Avon, a l'abril de 1922, interpretant de nou a la Katherine de La feréstega domada.

## Inicis professionals
Olivier assistí amb 17 anys a la Central School of Speech and Drama. El 1926 s'uní a la The Birmingham Repertory Company. En un inici només li donaven petites tasques al teatre, i a poc a poc aquests papers esdevingueren més i més significants, fins que el 1927 estava interpretant papers com el de Hamlet o Macbeth. El 1928, va ser triat per interpretar al Captain Stanhope al Apollo en la primera producció de Journey's End, una obra que expandiria la seva carrera. Durant la seva carrera insistiria que el seu mètode de treball era tècnica pura, i va menysprear aquells contemporanis que havien adoptat el mètode d'actuació popularitzat per Lee Strasberg.
Olivier va conèixer a Jill Esmond, una jove actriu, amb la qual es casà el 25 de juliol de 1930. Van tenir un fill, Simon Tarquin, el 21 d'agost de 1936. Però des de l'inici, Olivier no era feliç des de l'inici. Donada la seva repressió per la seva educació religiosa, a renunciar a la religió temporalment (fins que va ser vell) i ben aviat va ressentir la seva dona, tot i que el seu matrimoni duraria 10 anys. Malgrat tot, Olivier mantingué el contacte amb Esmond fins a la seva mort, arribant a acompanyar-la en el casament de Tarquin el gener de 1965.
Va debutar al cinema a The Temporary Widow, i el primer paper protagonista va ser a The Yellow Ticket, tot i que no li tindria gaire estima a aquesta pel·lícula posteriorment. El seu gran èxit al teatre va ser Private Lives, de Noël Coward, el 1930, seguida del Romeu i Julieta de Shakespeare el 1935, alternant els papers de Romeo i Mercutio amb John Gielgud. A Olivier no li agradava l'estil com Gielgud interpretava al Bard, i li irritava el fet que tenia millors crítiques que ell mateix. La tensió cap a Gielgud arribà al màxim quan el 1940 Olivier es dirigí a l'empresari londinenc Binkie Beaumont perquè li financés un repertori de les 4 grans tragèdies shakesperianes (Hamlet, Otel·lo, Macbeth i Rei Lear). Però Beaumont només acceptaria la proposta si Olivier i Gielgud alternaven els papers de Hamlet/Laertes, Othello/Iago, Macbeth/Macduff, i Lear/Gloucester, i que Gielgud dirigís almenys una de les produccions, proposta que Olivier declinà.
L'èxit amb Romeu resultà en una invitació de Lilian Baylis perquè fos l'estrella al Old Vic el 1937/38. Els resultats artístics van ser diversos: les seves interpretacions com a Hamlet i Iago van tenir una resposta negativa per part de la crítica, i la seva primera temptativa com a Macbeth rebé crítiques diverses. Però les seves interpretacions com Enric V, Coriolà i Sir Toby Belch a La nit de reis van ser triomfals, i la seva popularitat entre el públic del Old Vic deixà a Olivier com un dels grans actors de Shakespeare a Anglaterra al final de la temporada.
Olivier continuà treballant al cinema, i encara que seguí treballant per a Alexander Korda, se sentia com a casa a l'escenari. Va fer la seva primera pel·lícula shakesperiana el 1936,As You Like It, amb Paul Czinner; però no li agradà, creient que Shakespeare no funcionava bé al cinema.
Laurence Olivier va veure a Vivien Leigh a The Mask of Virtue el 1936, i nasqué una amistat entre ells després que ell la felicités per la seva actuació. Mentre que interpretaven amants a la pel·lícula Fire Over England (1937), nasqué una forta atracció entre ells dos, i després del rodatge, iniciaren una relació.
Leigh interpretà a Ofèlia a la producció de Hamlet d'Olivier per a l'Old Vic, i posteriorment Olivier recorda un incident durant el qual l'estat d'ànim d'ella canvià de cop i volta mentre que s'estava preparant per sortit a escena. Sense cap provocació aparent, ella començà a cridar, callant de cop i volta i quedant-se amb la mirada perduda. Va actuar sense cap contratemps, i l'endemà, quan tornà, no recordava res de l'incident. Va ser la primera vegada en què Olivier era testimoni d'aquest comportament d'ella.

## Arribada a Hollywood
Olivier es desplaçà a Hollywood per iniciar el rodatge de Wuthering Heights com Heathcliff. Leigh el seguí poc després, en part per estar amb ell; però també per perseguir el seu somni d'interpretar a Scarlett O'Hara a Allò que el vent s'endugué (1939). Olivier trobà que el rodatge de Wuthering Heights era difícil per a ell, però es mostrà com un punt d'inflexió per a ell, tant pel seu èxit als Estats Units (que se li havia resistit fins llavors), com per la seva actitud cap al cinema, que havia vist com quelcom inferior al teatre. El productor de la pel·lícula, Samuel Goldwyn estava molt insatisfet amb Olivier, i després de diverses setmanes de rodatge amenaça d'acomiadar-lo. Olivier veia a la protagonista (Merle Oberon) com una aficionada; però quan li manifestà la seva opinió a Goldwyn, aquest li recordà que Oberon era la protagonista i una estrella als Estats Units, i li digué que havia de ser més tolerant amb ella. Olivier recordà que acceptà com a reals les paraules de Goldwyn, i després de considerar-les s'adonà que tenia raó. Començà a moderar la seva actuació per ajustar-se al mitjà cinematogràfic i començà a apreciar les possibilitats que aquest li oferia. La pel·lícula va ser un èxit i Olivier va ser lloat per la seva feina, rebent una nominació a l'Oscar al millor actor. Leigh guanyà l'Oscar a la millor actriu per Allò que el vent s'endugué, i la parella de cop i volta es tornaren en dues grans estrelles per tot el món. Es volien casar, però les seves parelles respectives es negaren a atorgar-los el divorci. Quan finalment l'aconseguiren, es van casar en una simple cerimònia el 31 d'agost de 1940 amb només Katharine Hepburn i Garson Kanin com a testimonis. La carrera cinematogràfica d'Olivier va anar a més, amb grans interpretacions a Rebecca i Pride and Prejudice (ambdues de 1940)

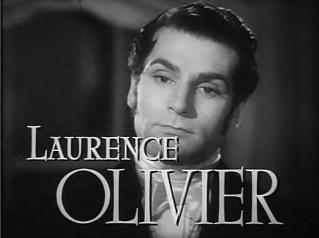
a Pride and Prejudice (1940)

Olivier i Leigh protagonitzaren una producció teatral de Romeu i Julieta a Nova York. Era una gran producció, però va ser un fracàs comercial. La parella havia invertit gairebé tots els seus estalvis en el projecte, i el fracàs va resultar en un desastre financer per a ells.
Van rodar Lady Hamilton (That Hamilton Woman) (1941), amb Olivier com a Horatio Nelson i Leig com a Emma Hamilton. Amb la Gran Bretanya participant en la Segona Guerra Mundial, els Olivier tornaren a Anglaterra, i el 1944, diagnosticaren tuberculosi al pulmó esquerre a Leigh, però després de passar diverses setmanes a l'hospital, semblava estar curada. A la primavera, ella rodà Cèsar i Cleopatra (1945), quan descobrí que estava embarassada; però patí un avortament i va caure en una profunda depressió, tenint diversos atacs relatius a una depressió maníaca o a un desordre bipolar. Amb el temps, Olivier va arribar a reconèixer els símptomes, amb diversos dies d'hiperactivitat seguits d'un període de depressió i una caiguda explosiva, després de la qual Leigh no recordava res, tot i que es mostrava molt avergonyida i penedida.

## La Segona Guerra Mundial
Quan esclatà la Segona Guerra Mundial, Olivier provà d'unir-se a la Royal Air Force, però encara estava lligat contractualment a altres parts. Segons sembla, no aprovava a actors com Charles Laughton i Sir Cedric Hardwicke, que feien partits benèfics de cricket per ajudar a l'esforç de guerra. Olivier va aprendre a volar, arribant a les 200 hores. Després de dos anys de servei, assolí el grau de tinent Olivier a la RNVR, com a pilot de l'Arma Aèria de la Flota, però mai no va ser cridat per entrar en acció.
El 1944 ell i el seu col·lega Ralph Richardson van ser llicenciats dels seus deures navals per formar una nova Old Vic Theatre Company al New Theatre (després el Albery, avui el Noël Coward Theatre), amb un repertori de 3 obres cada nit, inicialment Peer Gynt de Henrik Ibsen, Arms and the Man de Bernard Shaw i Ricard III de Shakespeare, que s'estengué durant 10 setmanes amb l'acompanyament de les V-1. L'empresa, amb John Burrell com a director, s'estengué durant 5 temporades fins al 1949, després d'una reeixida gira per Austràlia i Nova Zelanda.
La segona temporada del New Theatre amb Olivier interpretant tant a Harry Hotspur com a Justice Shallow al Falstaff de Richardson a Enric IV, Parts 1 i 2, en el que avui és vist com un dels cims del teatre clàssic anglès. La màgia seguí amb una de les empreses més famoses d'Olivier, la doble representació de l'Èdip de Sòfocles i de The Critic de Sheridan's, amb a transició que va fer Olivier de la tragèdia grega a l'alta comèdia en un mateix vespre esdevingué una mena de llegenda. A aquest triomf li seguí un dels seus papers favorits, el d'Astrov a L'oncle Vània.
El 1944, Olivier rodà Enric V, la qual, davant la naturalesa patriòtica de la història de la victòria anglesa, va ser vista com una contribució psicològica a l'esforç de guerra britànic.
El 1945, Olivier i Richardson van ser fets Tinents Honoraris amb ENSA, i van fer una gira de sis setmanes per Europa, interpretant Arms and the Man, Peer Gynt i Ricard III per a les tropes, seguida d'una visita a la a París, sent la primera vegada en què una companyia estrangera era convidada a actuar en aquell famós escenari. Quan Olivier tornà a Londres, el públic el veié canviat. La seva única explicació va ser: potser és que m'he fet gran.

## Els anys de postguerra
El 1947, Olivier va ser nomenat Cavaller, i el 1948 estava al Comitè de Directors per l'Old Vic, i s'embarcà amb Leigh en una gira per Austràlia i Nova Zelanda per recollir fons pel teatre. Durant una gira de 6 mesos, Olivier interpretà Ricard III i també The School for Scandal de Richard Brinsley Sheridan i The Skin of Our Teeth de Thornton Wilder, ambdues amb Leigh. La gira va ser un gran èxit, i tot i que Leigh va patir insomni i la seva suplent va haver d'actuar durant una setmana mentre que ella estava convalescent. Al final de la gira, ambdós estaven esgotats, i posteriorment comentaria que havia perdut a Vivien a Austràlia. L'èxit de la gira els animà a fer la seva primera aparició al West End junts, interpretant les mateixes obres, a la que se'ls afegí Antígona, donada la insistència de Leigh en què volia treballar en una tragèdia.
Posteriorment, Leigh interpretaria el paper de Blanche DuBois a la producció londinenca de l'obra de Tennessee Williams, Un tramvia anomenat Desig, sent triada després que Williams i la productora, Irene Mayer Selznick, la veiessin a The School for Scandal i a Antigone, i Olivier va ser contractat per dirigir-la. Posteriorment, Leigh també la interpretaria al cinema, guanyant el seu segon Oscar a la Millor Actriu.
El 1951, Leigh i Olivier van interpretar dues obres sobre Cleopatra, Antony and Cleopatra, de William Shakespeare, i Caesar and Cleopatra, de George Bernard Shaw, alternant l'obra cada nit i obtenint bones crítiques. Van portar les produccions a Nova York, on van treballar una temporada al Ziegfeld Theatreen 1952. Les crítiques van ser en general molt positives, tot i que el crític Kenneth Tynan es queixà que Leigh tenia un talent mediocre que feia que Olivier comprometés el seu. La crítica de Tynan gairebé causà un nou col·lapse quan Leigh, aterroritzada pel temor al fracàs i en el seu intent d'assolir la grandesa, cregué el seu comentari i ignorà la resta de crítiques positives.

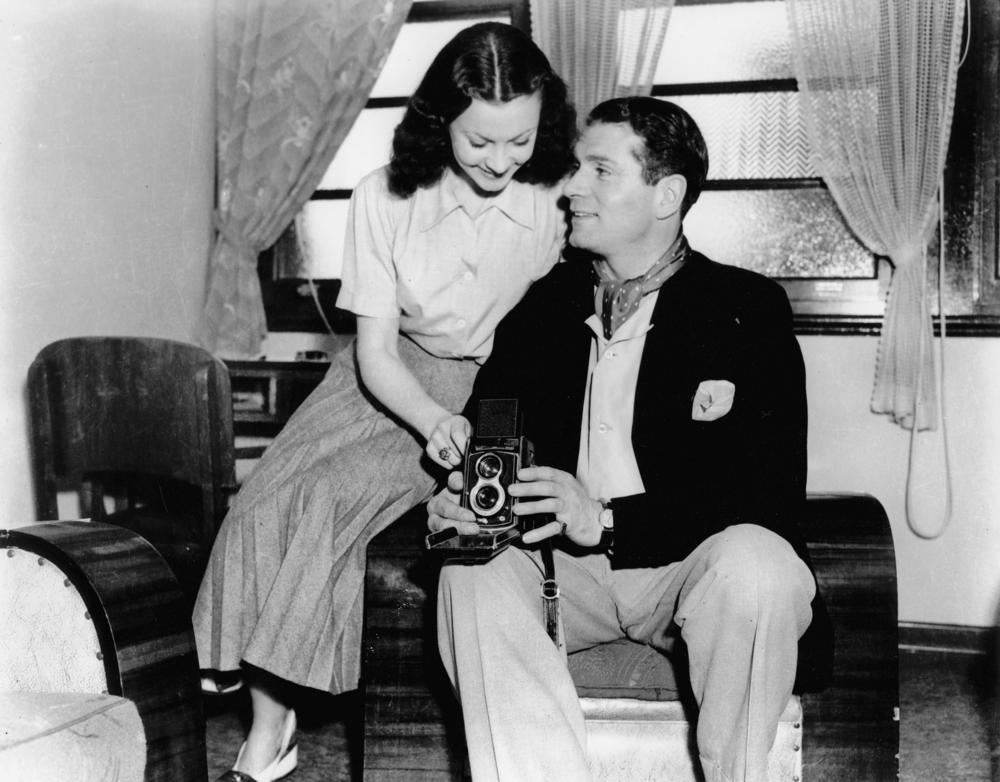
Vivien Leigh i Laurence Olivier a Austràlia

El gener de 1953, Leigh viatjà fins a Ceilà per rodar Elephant Walk amb Peter Finch. Poc després de començar el rodatge, va patir una nova crisi, i la Paramount Pictures la substituí per Elizabeth Taylor. Oliver la retornà a la seva llar a Anglaterra, on entre períodes d'incoherència, Leigh li digué que s'havia enamorat de Finch i que havia tingut un affair amb ell. Gradualment es recuperà en el transcurs de diversos mesos. De resultes d'aquest episodi, diversos dels amics dels Oliviers se n'assabentaren dels problemes de Leigh. David Niven afirmà que havia estat «molt, molt boja» i, al seu diari, Noël Coward expressà la sorpresa que «les coses havien anat malament i cada cop pitjor des de 1948 o així.»
Leigh es recuperà prou per interpretar The Sleeping Prince amb Olivier el 1953, i el 1955 actuaren durant una temporada a Stratford-upon-Avon amb Twelfth Night, Macbeth i Titus Andronicus, de Shakespeare. Van omplir la platea i van tenir bones crítiques. La salut de Leigh semblava estable. Noël Coward estava tenint èxit amb la seva obra South Sea Bubble, amb Leigh al capdavant, però quedà embarassada i abandonà la producció. Diverses setmanes després va patir un avortament i entrà en un període de depressió que s'estengué durant diversos mesos. S'uní amb Olivier per realitzar una gira per Europa amb Titus Andronicus, però la gira va estar marcada pels continus esclats de Leigh contra Olivier i la resta de membres de la companyia. Després de tornar a Londres, Holman, l'anterior marit de Leigh i que continuava exercint una gran influència sobre ella, va estar-se amb els Olivier i ajudà a calmar-la.
El 1958, considerant que el seu matrimoni s'havia acabat, Leigh començà una relació amb l'actor Jack Merivale, qui era coneixedor de la condició mèdica de Leigh i va prometre a Olivier que tindria cura d'ella. Leigh tindria un nou èxit amb la comèdia de Noël Coward Look After Lulu, amb la crítica de The Times descrivint-la com bella, deliciosament fresca i senyora de tota la situació.
Al desembre de 1960, Olivier i Leigh es divorciaren, i Olivier es casà amb l'actiu Joan Plowright, amb la qui tindria tres fills: Richard Kerr (n. 1961), Tamsin Agnes Margaret (n. 1963) i Julie-Kate (n. 1966).
A la seva autobiografia, Olivier parlà sobre els anys de problemes que havia passat a causa de la malaltia de Leigh, escrivint
| « | Mitjançant aquest monstre malvat que la posseïa, la depressió maníaca, amb les seves espirals mortals, ells va conserva la seva pròpia astúcia, una capacitat de dissimular la seva veritable condició mental davant de gairebé tothom, excepte de mi, i no es podia esperar que afrontés el problema. | » |

## La trilogia de Shakespeare
Després d'adquirir una gran popularitat al cinema, Olivier es dirigí a diversos inversors (principalment Filippo Del Giudice, Alexander Korda i J. Arthur Rank) per realitzar diverses pel·lícules shakespearianes, basades en les produccions teatrals de les obres. Olivier dirigí ell mateix les pel·lícules, i com a resultat, creà 3 pel·lícules de gran èxit: Henry V, Hamlet i Ricard III.

### Enric V
Durant la Segona Guerra Mundial, Olivier va debutar com a director de cinema rodant Henry V. En un inici, no es veia capacitat per fer-ho, oferint el treball a William Wyler, Carol Reed i Terence Young. La pel·lícula es va filmar a Irlanda, a causa que el país era neutral, amb les planes irlandeses representant els camps d'Angicourt, i l'exèrcit irlandès aportant extres per a les escenes de batalles. Durant el rodatge d'una de les escenes de batalla, un cavall topà amb una càmera en la qual estava Olivier. Olivier tenia l'ull al visor, i quan el cavall topà, la càmera el colpejà, tallant-li el llavi i deixant-li una cicatriu que seria prominent en papers posteriros.
La pel·lícula s'estrenà amb bones crítiques, malgrat els dubtes inicials d'Olivier. Era la primera pel·lícula basada en Shakespeare que gaudia d'un gran èxit, i va ser considerat com una obra d'art. La pel·lícula va ser nominada als Oscars a Millor Pel·lícula i Millor Actor, però l'Acadèmia, segons opinà Olivier, no s'hagués sentit còmoda donant els seus premis principals a un estranger, així que li donaren un Premi Especial Honorífic. Olivier no valorà gaire el premi, considerant que li havien donat gat per llebre.

### Hamlet
Olivier tornà a tenir èxit amb una adaptació de Hamlet. Havia interpretat aquest paper més sovint que el d'Enric, i estava molt més familiaritzat amb el melancòlic danès. Tot i això, Olivier no estava particularment còmode amb l'introvertit paper de Hamlet, car era totalment oposat als extravertits que havia interpretat. La duració de Hamlet no podia superar els 153 minuts i, per tant, Olivier va haver de tallar gairebé la meitat del text de Shakespeare (s'eliminà tota la part de Rosencrantz i Guildernstern). Els puristes el van criticar enormement per fer-ho, principalment Ethel Barrymore, qui afirmà que l'adaptació no era fidel al text original com havia estat la producció de 1922 del seu germà John. Irònicament, Ethel presentà l'Oscar a Millor Pel·lícula d'aquell any, i es mostrà visiblement alterada quan va llegir Hamlet.
La pel·lícula resultà un altre èxit de públic i crítica al Regne Unit i a l'estranger, i Olivier guanyà aquest cop sí els Oscars a Millor Pel·lícula i Millor Actor el 1948. Hamlet va ser la primera pel·lícula britànica en guanyar el premi a Millor Pel·lícula, a més de ser l'únic premi d'Olivier, encara que posteriorment seria nominat 5 vegades més. A més, Olivier també esdevingué el primer a dirigir-se a si mateix en una actuació guanyadora de l'Oscar, un fet que no es repetiria fins al 1998 quan Roberto Benigni es dirigí a si mateix a La vida és bella. A més, Olivier segueix sent l'únic actor en rebre un Oscar per un paper shakespearià. No obstant això, Olivier no va guanyar l'Oscar a Millor Director d'aquell any.

### Ricard III
El tercer gran projecte shakespearià d'Olivier com a director va ser Ricard III. Alexander Korda s'apropà en un inici a Olivier perquè reprengués el paper amb el qual havia estat aclamat a l'Old Vic a la dècada de 1944. Aquesta interpretació ha estat lloada com la millor d'Olivier (només rivalitzada per la seva producció teatral de Macbeth el 1955, i per la seva interpretació de l'artista de music hall Archie Rice a The Entertainer), i també és considerada com la seva millor interpretació al cinema. Durant el rodatge de les escenes de batalla a Espanya, un dels arquers disparà a Olivier al turmell, ferida que el va fer anar coix. Afortunadament, la coixesa era necessària per al personatge, de manera que Olivier ja anava coix en les escenes rodades.
Tot i que la pel·lícula va ser ben rebuda per la crítica (Olivier seria nominat a l'Oscar a Millor Actor per quarta vegada), va ser un fracàs financer. Korda va vendre els drets al canal de televisió nord-americà NBC, i la pel·lícula va ser la primera de la història a ser emesa per televisió i projectada als cinemes simultàniament.

## The Entertainer
Des del final de la Segona Guerra Mundial, a part de la seva trilogia shakespeariana, Olivier només havia fet aparicions esporàdiques al cinema. Durant la segona meitat de la dècada de 1950, el teatre britànic estava canviant amb la puixança dels «angry young men». John Osborne, l'autor de Look Back in Anger, va escriure una obra per a Olivier titulada The entertainer, centrada en un comediant anomenat Archie Rice, que s'estrenà el 10 d'abril de 1957. Com posteriorment afirmaria Olivier, «sóc Archie Rice, no sóc Hamlet».
Durant les funcions de The entertainer, Olivier va conèixer Joan Plowright, que va interpretar el paper de Jean Rice suplint Dorothy Tutin quan la producció de Tony Richardson per al Royal Court va passar al Palace Theatre al setembre de 1957. Posteriorment, el 1960, Tony Richardson també dirigiria la versió cinematogràfica, amb Olivier i Plowright repetint els seus papers del teatre. Olivier va rebre la seva cinquena nominació de l'acadèmia a millor actor per The entertainer.
Olivier i Plowright es van casar el Dia de Sant Patrici de 1961, la qual cosa li donà finalment estabilitat domèstica i felicitat.

## Teatre Nacional
Olivier va ser un dels fundadors i el primer director del National Theatre. Esdevingué el primer Director a l'Old Vic abans que es construís l'edifici del South Bank, amb la seva producció inaugural de Hamlet a l'octubre de 1963.
Durant la seva etapa com a director va aparèixer en 12 obres i en dirigí 9, tenint èxits personals remarcables per les seves interpretacions a Othello (1964), The Dance of Death (1968) i Long Day's Journey into Night (1971). Alguns han vist que la seva etapa de direcció va estar marcada per la gelosia vers altres intèrprets, maniobrant per bloquejar a noms famosos com John Gielgud o Ralph Richardson de treballar allà, encara que joves actors com Michael Gambon, Robert Lang, Maggie Smith, Sheila Reid, Christopher Timothy, Alan Bates, Frank Finlay, Derek Jacobi i Anthony Hopkins van fer-se els seus noms durant aquest període. La carrera d'Olivier al Nacional finalitzà, segons ell, en traïció quan el patronat del teatre decidí substituir-lo per Peter Hall el 1973 sense consultar-lo sobre l'elecció i sense informar-lo de la decisió fins a mesos després que aquesta s'hagués pres.

### Othello
Per interpretar a Othello, Olivier va realitzar tota una transformació, que requerí molt d'estudi i treball de gimnàs, per tal d'adquirir el físic necessari per interpretar al Moro de Venècia. Es diu que va arribar a cridar un ramat de vaques durant una hora per tal d'adquirir el to de veu greu necessari. La producció teatral dirigida per John Dexter'al 1964 va ser la base per a la pel·lícula de 1965, que donà a Olivier la seva sisena nominació a l'Oscar a Millor Actor.

### Three Sisters
La darrera pel·lícula d'Olivier com a director va ser Three Sisters, basada en l'obra homònima de Txekhov. Segons Olivier, va ser el seu millor treball com a director. La pel·lícula va ser co-dirigida per John Sichel.
A més, les seves interpretacions més recordades de les que va fer amb el National Theatre al Old Vic va ser la d'Astrov a la seva pròpia producció d'L'oncle Vània, estrenat el 1962 al Festival de Teatre de Chichester, en la qual ell era el director; el seu Captain Brazen de The Recruiting Officer, de George Farquhar, dirigit per William Gaskill (1963); el Shylock del revival de El Mercader de Venècia dirigit per Jonathan Miller el 1970; i la seva interpretació definitiva de James Tyrone de Long Day's Journey Into Night, d'Eugene O'Neill, produïda al desembre de 1971 per Michael Blakemore. Aquestes dues darreres van ser enregistrades per a la televisió i emeses tant al Regne Unit com als Estats Units.
Va interpretar el graciós secundari d'Antonio a la producció de Saturday, Sunday, Monday, de Eduardo De Filippo, dirigit el 1973 per Franco Zeffirelli, amb la seva esposa Joan Plowright amb el paper protagonista de Rosa. La seva darrera aparició als escenaris va ser el 21 de març de 1974 com a la producció de John Dexter de The Party, de Trevor Griffiths.
L'única aparició que va fer a l'escenari del nou Olivier Theatre va ser a la inauguració reial del nou edifici del National Theatre, el 25 d'octubre de 1976.

## Carrera final
Famós durant tota la seva carrera per la seva dedicació cap al seu art, Olivier es dedicà encara més al seu treball durant els seus darrers anys, també per distreure's a si mateix de la pena per haver deixat la seva segona esposa Vivien Leigh. Començà a aparèixer cada cop més al cinema, normalment en personatges de caràcter en comptes dels papers romàntics dels inicis de la seva carrera, i rebé noves nominacions l'Oscar per Sleuth (1972), Marathon Man (1976; Actor Secundari) i Els nens del Brasil (1978). Havent estat acomiadat del seu paper com a director del Royal National Theatre, s'amoïnà perquè la seva família no tingués prou recursos quan ell morís, i conseqüentment escollí fer diversos dels seus darrers especials per a la televisió i aparicions al cinema únicament pels diners. Posteriorment admetria que no estava gens orgullós de la majoria d'aquests títols, i remarcà que menyspreava particularment la pel·lícula de 1982 Inchon, en la qual interpretà al General Douglas MacArthur.
El 1966, Olivier interpreta al Mahdi (Mahommed Ahmed), amb Charlton Heston com el General Gordon a la pel·lícula Khartoum. Durant l'any següent, hagué de sotmetre's a un tractament de radiació pel càncer de pròstata i també va haver de ser hospitalitzat per una pneumònia. Durant la resta de la seva vida patí diversos problemes de salut, incloent bronquitis, amnèsia i pleurisis. El 1974, amb 67 anys, se li diagnosticà dermatomiositis, una malaltia degenerativa muscular, i va estar a punt de morir durant l'any següent, tot i que encara va viure una dècada més.

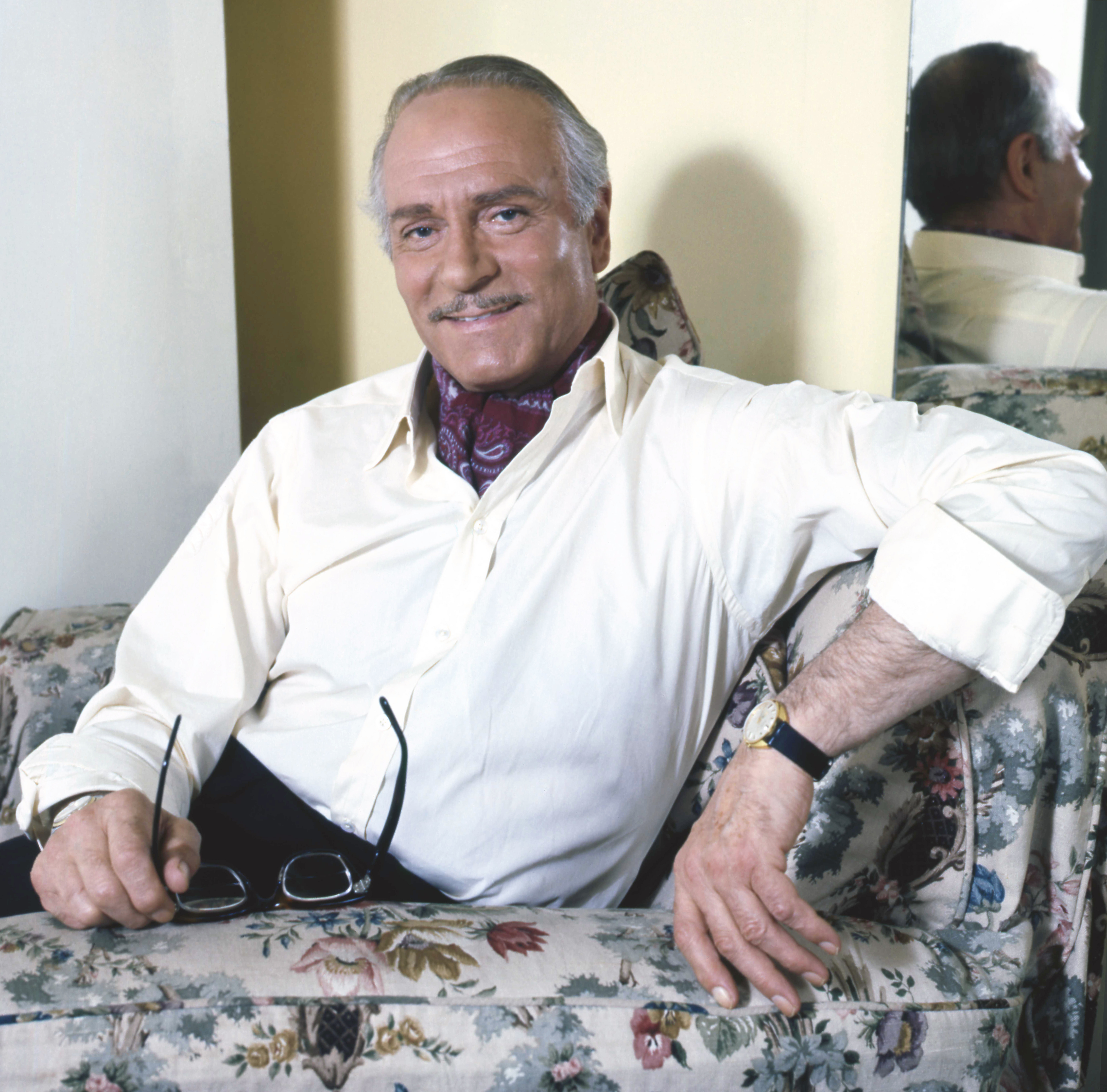
Laurence Olivier al set de Sleuth

El 1968 protagonitzà com a Piotr Ilitx Kamenev, el Premier soviètic, la versió cinematogràfica de The Shoes of the Fisherman (Les sandàlies del Pescador), juntament amb Anthony Quinn, Leo McKern, John Gielgud i Oskar Werner. La pel·lícula va ser nominada a dos premis de l'Acadèmia, i va ser realitzada en un dels moments més àlgids de la Guerra Freda.
Un dels èxits més reconeguts d'Olivier no va ser ni a través del cinema ni del teatre. El 1974, la Thames Television realitzà The World at War, un extens documental de 26 capítols sobre la Segona Guerra Mundial en la qual Olivier va fer de Narrador.
Durant la seva darrera dècada interpretà 3 grans papers per a la televisió. El 1981 aparegué a Retorn a Brideshead, on el darrer episodi girava enterament al voltant del personatge de Lord Marchmain (el personatge interpretat per Olivier), patriarca de la família Flyte, mentre que es dirigia cap al seu llit de mort. Brideshead Revisited va ser adaptada per la pantalla per John Mortimer, i l'any següent, Olivier va aparèixer en la molt lloada adaptació televisiva que Mortimer va fer de la seva obra A Voyage Round My Father, en el paper de Clifford Mortimer, el pare cec de l'autor. En els seus darrers anys va aparèixer com un envellit advocat britànic, davant Katharine Hepburn, en una producció de la televisió britànica de Love Among the Ruins. Finalment, el 1983, Olivier interpretà el seu darrer gran paper shakespearià, que inevitablement va ser el de El Rei Lear, per a la Granada Television. Per Voyage, Olivier va rebre una nominació al BAFTA, però per l'episodi final de Brideshead Revisited i pel Rei Lear va guanyar els Emmys a les categories de Millor Actor de Repartiment i Millor Actor, respectivament.
Quan presentà l'Oscar a la Millor Pel·lícula a la Cerimònia de 1984 (realitzada el 25 de març de 1985), distret, simplement es va apropar al micròfon i va dir Amadeus; oblidant-se de llegir abans els noms de les altres pel·lícules nominades.
Una de les darreres interpretacions d'Olivier al cinema va ser la de Wild Geese II (1985), en la qual, amb 77 anys, interpretà a Rudolf Hess en la seqüela de The Wild Geese (1978). El 1986, aparegué com a narrador en un holograma a la producció del West End del musical rock multimedia Time, de Dave Clark.
El 1988 Oliver realitzà la seva darrera interpretació, ja amb 81 anys, com el vell soldat postrat en una cadira de rodes a la pel·lícula de Derek Jarman War Requiem (1989).

## Mort
Laurence Olivier va morir a la seva casa de Steyning, West Sussex, d'una fallada renal l'11 de juliol de 1989. El seu cos va ser incinerat i les seves cendres reposen al Racó dels Poetes de l'Abadia de Westminster de Londres. Olivier és un dels només 4 actors que han rebut aquest honor. Curiosament, Olivier reposa al costat d'alguns del que va interpretar al cinema o al teatre com, per exemple, el Rei Enric V, el General John Burgoyne o el Mariscal en Cap de l'Aire Hugh Dowding.
Quinze anys després de la seva mort, Olivier tornà a tenir un paper estel·lar a una pel·lícula. Mitjançant l'ús de gràfics computeritzats i imatges seves de quan era jove, va aparèixer a la pel·lícula dels 2004 Sky Captain and the World of Tomorrow, en la qual Olivier interpretà al dolent.

## Sexualitat
Des de la mort d'Olivier han aparegut diverses biografies sobre ell, diverses de les quals afirmen que Olivier era bisexual. El biògraf Donald Spoto afirmà que Danny Kaye i Oliver van ser amants. Joan Plowright, vídua d'Olivier, negà aquesta afirmació a la seva memòria, però no negà que Olivier pogués ser bisexual. La biografia autoritzada d'Olivier escrita per Terry Coleman suggereix una relació entre Olivier i un actor gran, Henry Ainley, basant-se en la correspondència d'Ainley a Olivier, tot i que durant el llibre disputa que hi hagués cap prova enllaçant la sexualitat d'Olivier cap a Kaye. Tarquin, el fill d'Olivier, afirmà que aquests rumors eren «un munt de brossa» i que haurien d'esborrar-se.
Finalment, segons afirma Joan Plowright a la seva autobiografia, «Larry tendia a dirigir-se a tothom a qui coneixia amb termes afectuosos. (...) Cap home, viu o mort, mai no ha dit que hagués dormit amb en Larry».

## Honors

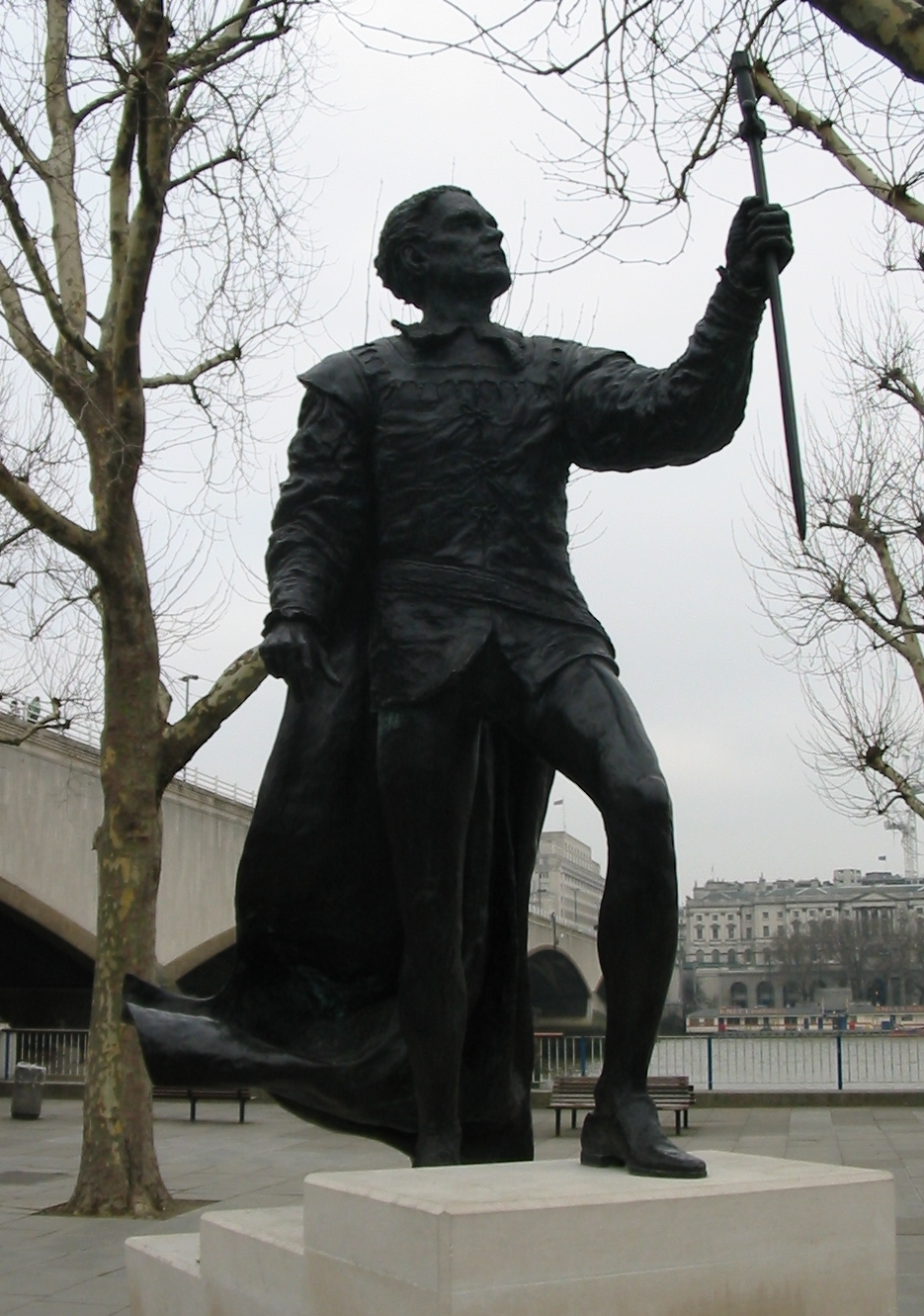
Estàtua de Laurence Olivier al South Bank de Londres

Olivier va ser nomenat cavaller el 12 de juny de 1947 en els Honors de l'Aniversari del Rei i fet par vitalici el 13 de juny de 1970 als Honors de l'Aniversari de la Reina com a «baró Olivier, de Brighton al Comtat de Sussex»; va ser el primer actor a rebre aquesta distinció. Va ser admès a l'Orde del Mèrit el 1981. Els Premis Laurence Olivier, organitzats per la Society of London Theatre, van rebre el seu nom en honor seu el 1984.
Tot i haver estat fet cavaller i haver estat ennoblit com una de les personalitats de la indústria més respectades, Olivier insistia que l'anomenessin Larry, cosa que preferia a Sir Laurence o a Lord Olivier.

## Premis i nominacions

### Premis
- 1947: Oscar honorífic pels seus mèrits com a actor, productor i director en la pel·lícula Enric V
- 1949: Oscar al millor actor per Hamlet
- 1949: Globus d'Or al millor actor per Hamlet
- 1970: BAFTA al millor actor secundari per Oh! What a Lovely War
- 1973: Primetime Emmy al millor actor per Long Day's Journey Into Night
- 1975: Primetime Emmy al millor actor en programa especial dramàtic o còmic per Love Among the Ruins
- 1976: BAFTA honorífic
- 1977: Globus d'Or al millor actor secundari per Marathon Man
- 1979: Oscar honorífic per la seva trajectòria cinematogràfica
- 1982: Primetime Emmy al millor actor secundari en sèrie o especial per Retorn a Brideshead
- 1983: Premi Cecil B. DeMille
- 1984: Primetime Emmy al millor actor en sèrie o especial per King Lear

### Nominacions
- 1940: Oscar al millor actor per Cims borrascosos
- 1941: Oscar al millor actor per Rebecca
- 1947: Oscar al millor actor per Enric V
- 1949: Oscar al millor director per Hamlet
- 1953: BAFTA al millor actor britànic per Carrie
- 1956: BAFTA al millor actor britànic per Ricard III
- 1957: Oscar al millor actor per Ricard III
- 1958: BAFTA al millor actor britànic per El príncep i la corista
- 1960: BAFTA al millor actor britànic per The Devil's Disciple
- 1960: Primetime Emmy al millor actor per The Moon and Sixpence
- 1961: Oscar al millor actor per The Entertainer
- 1961: Globus d'Or al millor actor dramàtic per Espàrtac
- 1961: BAFTA al millor actor britànic per The Entertainer
- 1963: BAFTA al millor actor britànic per Term of Trial
- 1966: Oscar al millor actor per Othello
- 1968: Primetime Emmy al millor programa dramàtic per L'oncle Vània
- 1970: Primetime Emmy al millor actor per David Copperfield
- 1973: Oscar al millor actor per Sleuth
- 1973: Globus d'Or al millor actor dramàtic per Sleuth
- 1974: BAFTA al millor actor per Sleuth
- 1974: Primetime Emmy al millor actor dramàtic per El mercader de Venècia
- 1977: Oscar al millor actor secundari per Marathon Man
- 1979: Oscar al millor actor per Els nens del Brasil
- 1980: Globus d'Or al millor actor secundari per Una petita història d'amor
- 1987: Primetime Emmy al millor actor secundari en minisèrie o especial per Lost Empires

## Centenari
En commemoració del Centenari del naixement d'Olivier, el 22 de maig del 2007, la Network Media i ITV van publicar diverses col·leccions de DVDs del seu treball:
Network Media – The Laurence Olivier Centenary Collection (10 discs):
- Henry V (1944)
- Ricard III (1955)
- Long Day's Journey Into Night (1973)
- The Merchant of Venice (1973)
- King Lear (1983)
- The Ebony Tower (1984)
- Laurence Olivier Presents (complet)
- The South Bank Show: Laurence Olivier, A Life (1982) amb entrevistes amb Olivier, John Gielgud i Douglas Fairbanks, Jr.

ITV – Laurence Olivier Shakespeare Collection (7 discs):
- Henry V (1944)
- Hamlet (pel·lícula de 1948) (1948)
- As You Like It (1936)
- Ricard III (1955)
- The Merchant of Venice (1973)
- King Lear (1983)

ITV - The Laurence Olivier Icon Collection (10 discs):
- Vint-i-un dies junts (21 Days) (1940)
- Lady Hamilton (1941)
- Forty-Ninth Parallel (1941)
- The Demi-Paradise (1943)
- Henry V (1944)
- Hamlet (pel·lícula de 1948) (1948)
- Ricard III (1955)
- Els nens del Brasil (The Boys from Brazil) (1978)
- The Jazz Singer (1980)

Tots els estoigs inclouen una entrevista que Michael Parkinson va fer a Olivier als 70.
Al setembre de 2007, celebrà l'aniversari del seu naixement amb una Celebració del Centenari. Va ser la narració de la vida d'Olivier mitjançant el cinema i extractes del teatre, cartes i records. Entre els participants estaven Eileen Atkins, Claire Bloom, Anna Carteret, Derek Jacobi, Charles Kay, Clive Merrison, Edward Petherbridge, Joan Plowright, Ronald Pickup, Billie Whitelaw i Richard Attenborough. Abans de la celebració, es descobrí una estàtua d'Olivier com a Hamlet, feta per l'escultora i finançada mitjançant una subscripció privada, i erigida al South Banc, al costat de la posició del National Theatre.